# アウジラ語
アウジラ語は、ベルベル語の一種で、東部ベルベル諸語に属す言語である。リビアのキレナイカのオアシスの町アウジラで話されている。中年の人が最年少の話者であり、消滅の危機に瀕している。他のベルベル語にはないベルベル祖語の特徴を残している。